# وارقة مقطعة
وارقة مقطعة (الاسم العلمي:Phyllium exsectum) هي نوع من الحشرات تتبع جنس الوارقة من فصيلة الوارقات.